# Чемпіонат світу з художньої гімнастики 1999
Чемпіонат світу з художньої гімнастики 1999 пройшов з 12 по 17 жовтня в місті Осака, Японія.

## Медалісти
| Дисципліна         | Золото                                                       | Срібло                                                                 | Бронза                                                   |
| Команда            | Команда                                                      | Команда                                                                | Команда                                                  |
| ------------------ | ------------------------------------------------------------ | ---------------------------------------------------------------------- | -------------------------------------------------------- |
| Командна першість  | Росія Юлія Барсукова Ольга Бєлова Аліна Кабаєва Ірина Чащина | Білорусь Олена Осядовська Євгенія Павліна Юлія Раскіна Валерія Ваткіна | Україна Ганна Безсонова Олена Вітриченко Тамара Єрофеєва |
| Особиста першість  |                                                              |                                                                        |                                                          |
| Абсолютна першість | Аліна Кабаєва (RUS)                                          | Юлія Раскіна (BLR)                                                     | Юлія Барсукова (RUS)                                     |
| Вправа з обручем   | Олена Вітриченко (UKR)                                       | Аліна Кабаєва (RUS)                                                    | Євгенія Павліна (BLR)                                    |
| Вправа з м'ячем    | Аліна Кабаєва (RUS)                                          | Юлія Раскіна (BLR)                                                     | Тамара Єрофеєва (UKR)                                    |
| Вправа зі стрічкою | Аліна Кабаєва (RUS)                                          | Юлія Раскіна (BLR)                                                     | Олена Вітриченко (UKR)                                   |
| Вправа з скакалкою | Олена Вітриченко (UKR)                                       | Аліна Кабаєва (RUS)                                                    | Юлія Барсукова (RUS)                                     |

## Медалісти (групові вправи)
| Дисципліна           | Золото         | Срібло         | Бронза         |
| Групові вправи       | Групові вправи | Групові вправи | Групові вправи |
| -------------------- | -------------- | -------------- | -------------- |
| Групова першість     | Росія          | Греція         | Білорусь       |
| 10 булав             | Греція         | Білорусь       | Росія          |
| 3 стрічки + 2 обручі | Греція         | Росія          | Білорусь       |

## Медальний залік
| Місце  | Країна   | Золото | Срібло | Бронза | Загалом |
| ------ | -------- | ------ | ------ | ------ | ------- |
| 1      | Росія    | 5      | 3      | 3      | 11      |
| 2      | Греція   | 2      | 1      | 0      | 3       |
| 3      | Україна  | 2      | 0      | 3      | 5       |
| 4      | Білорусь | 0      | 5      | 3      | 8       |
| Всього | Всього   | 9      | 9      | 9      | 27      |